# کلیسای گئورگ مقدس (تفلیس)
کلیسای گئورگ مقدس (ارمنی: Սուրբ Գևորգ եկեղեցի Surb Gevorg yekeghetsi; انگلیسی: Saint George's Church, Tbilisi) یک کلیسا متعلق به کلیسای حواری ارمنی واقع در شهر تفلیس،  گرجستان می‌باشد. ساخت و ساز این ساختمان در سال ۱۲۵۱ میلادی یا بیشتر؛ به پایان رسید. این بنا به سبک معماری ارمنی طراحی شده است.

## نگارخانه

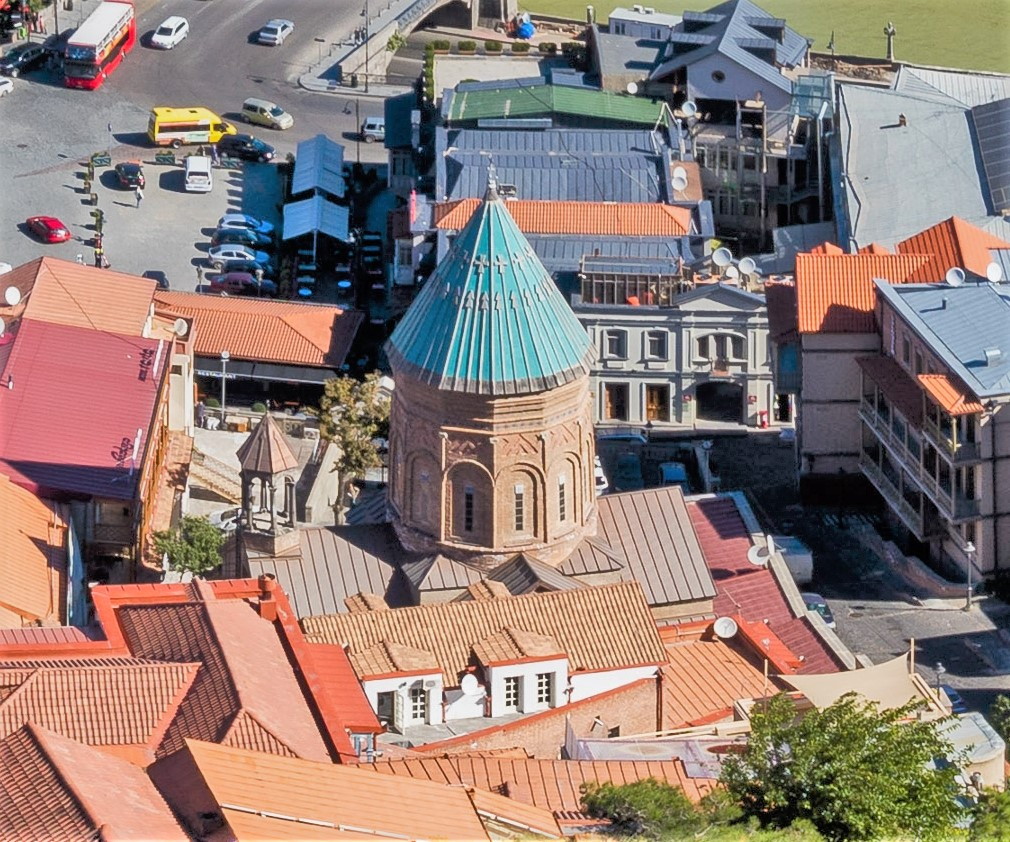
As seen from Narikala
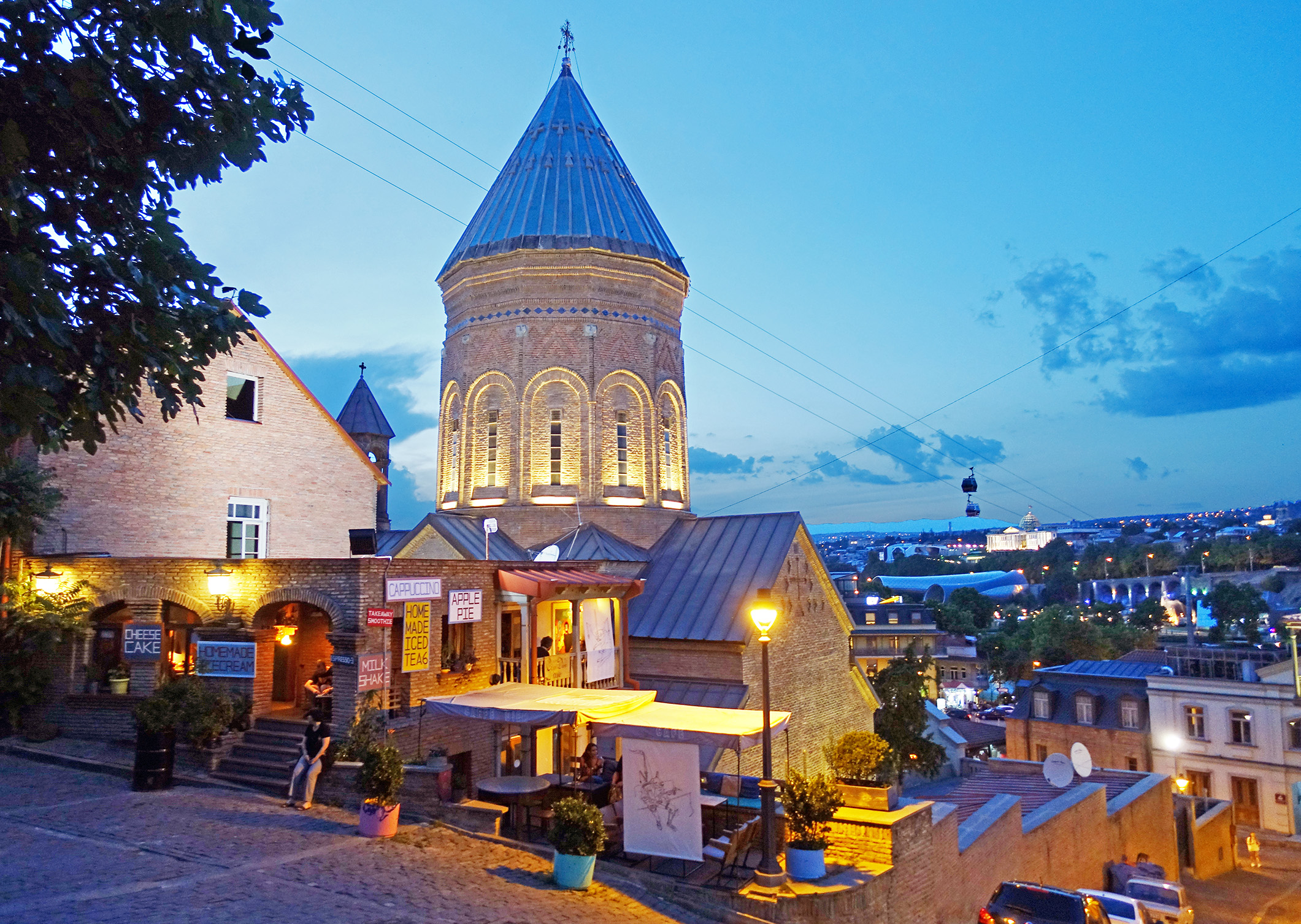
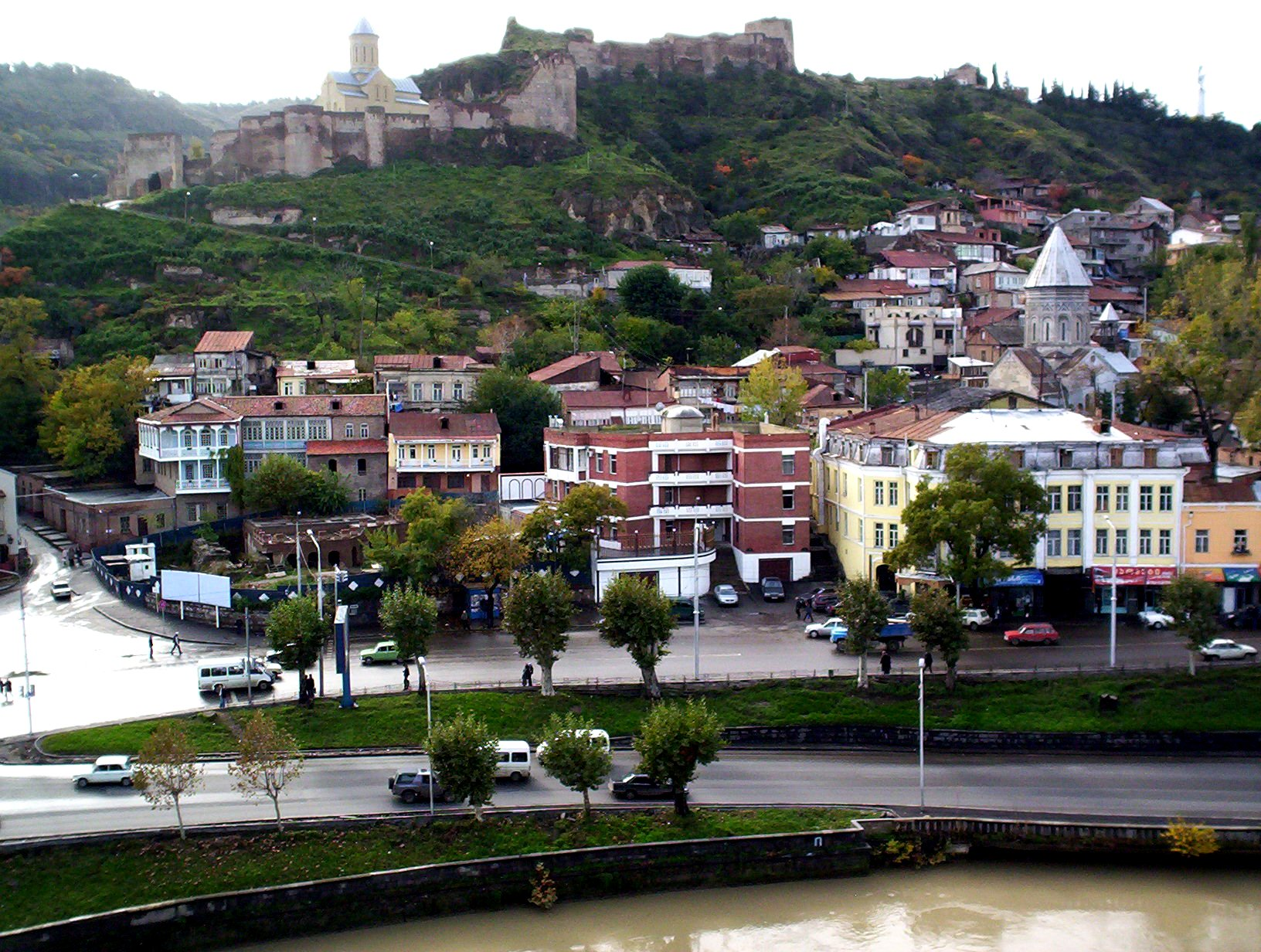
View of the church (middle right) و Narikala fortress
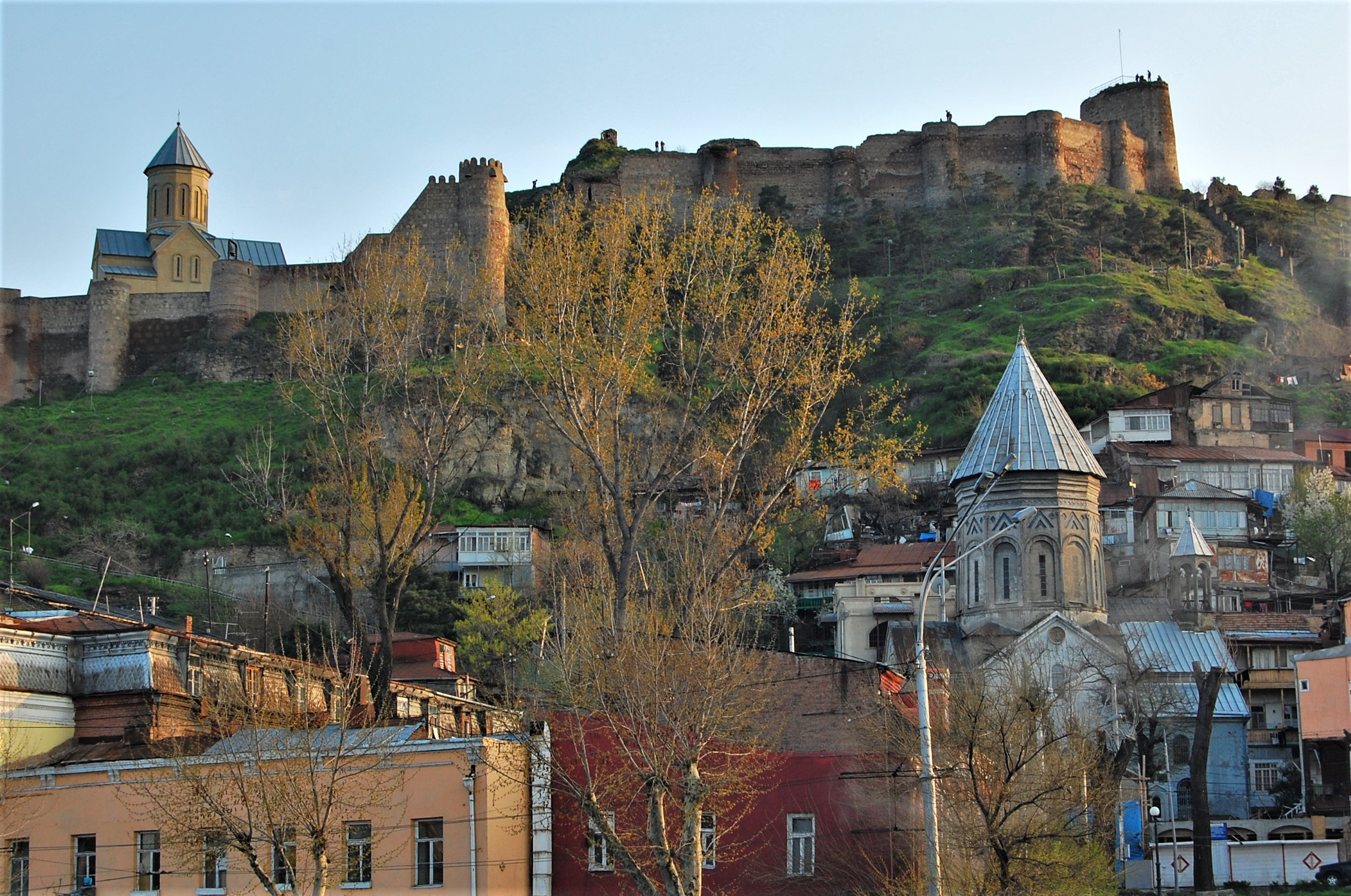
View of the church from Gorgasali Square
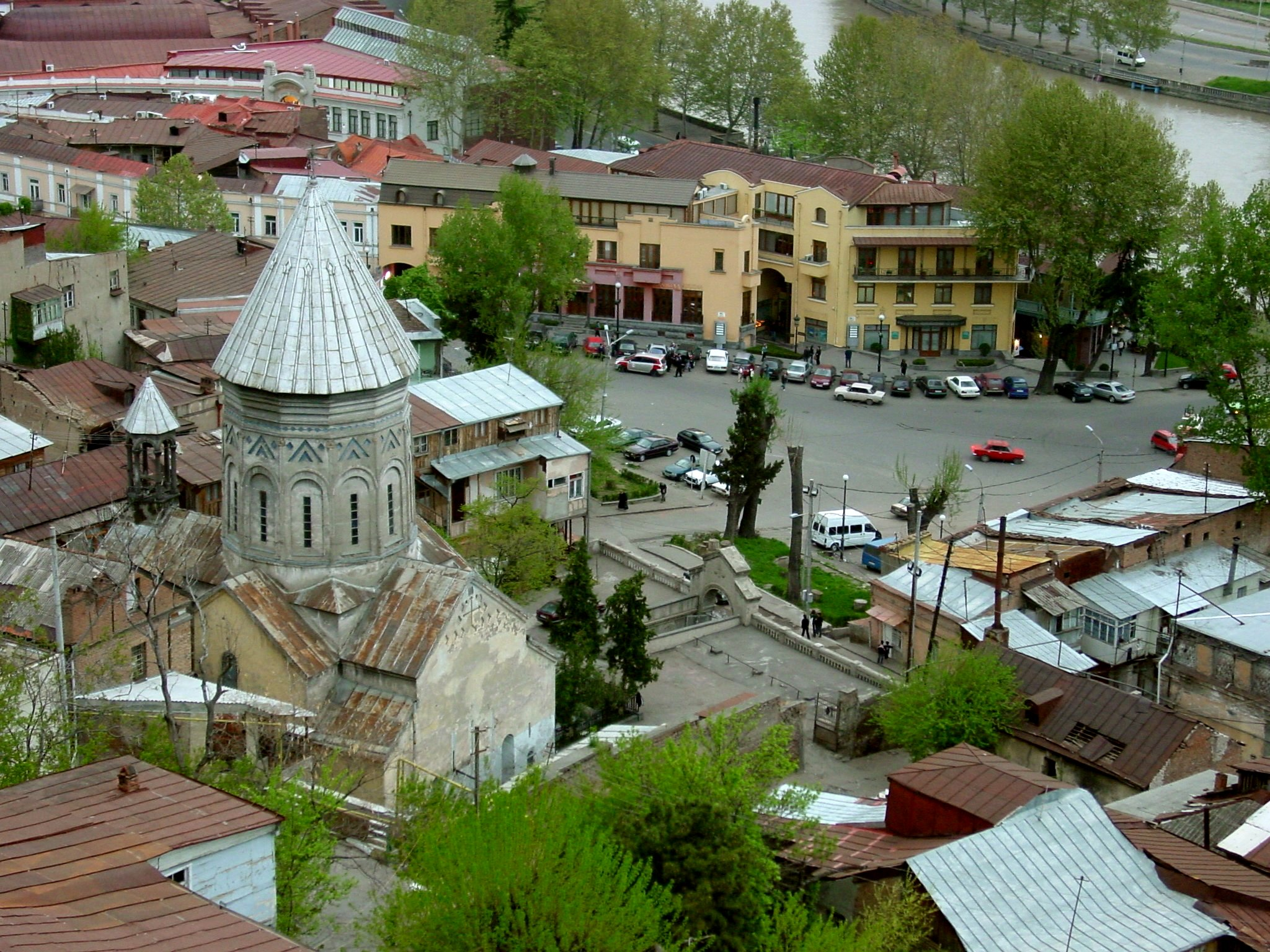
Top view of the church
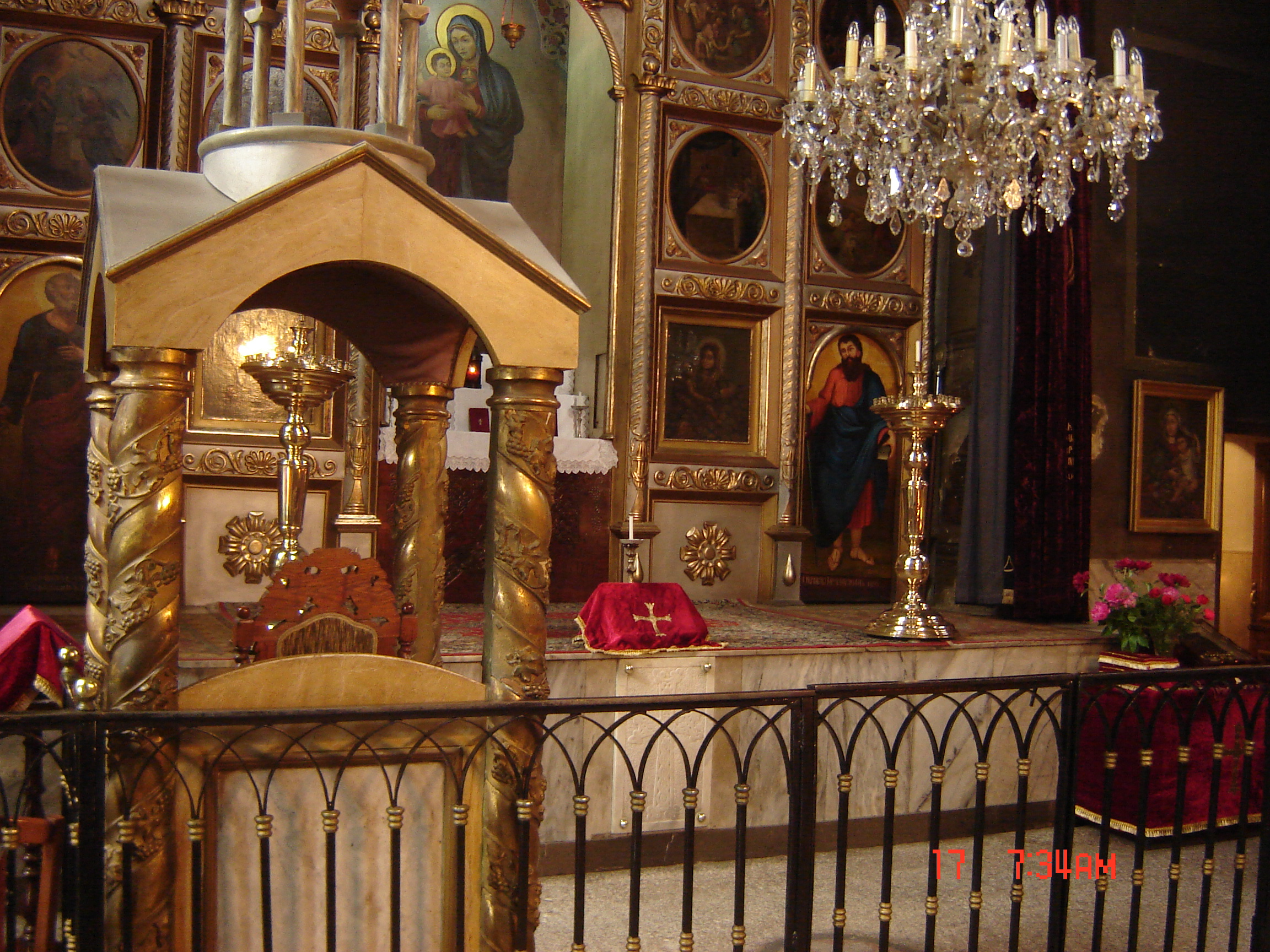
محراب
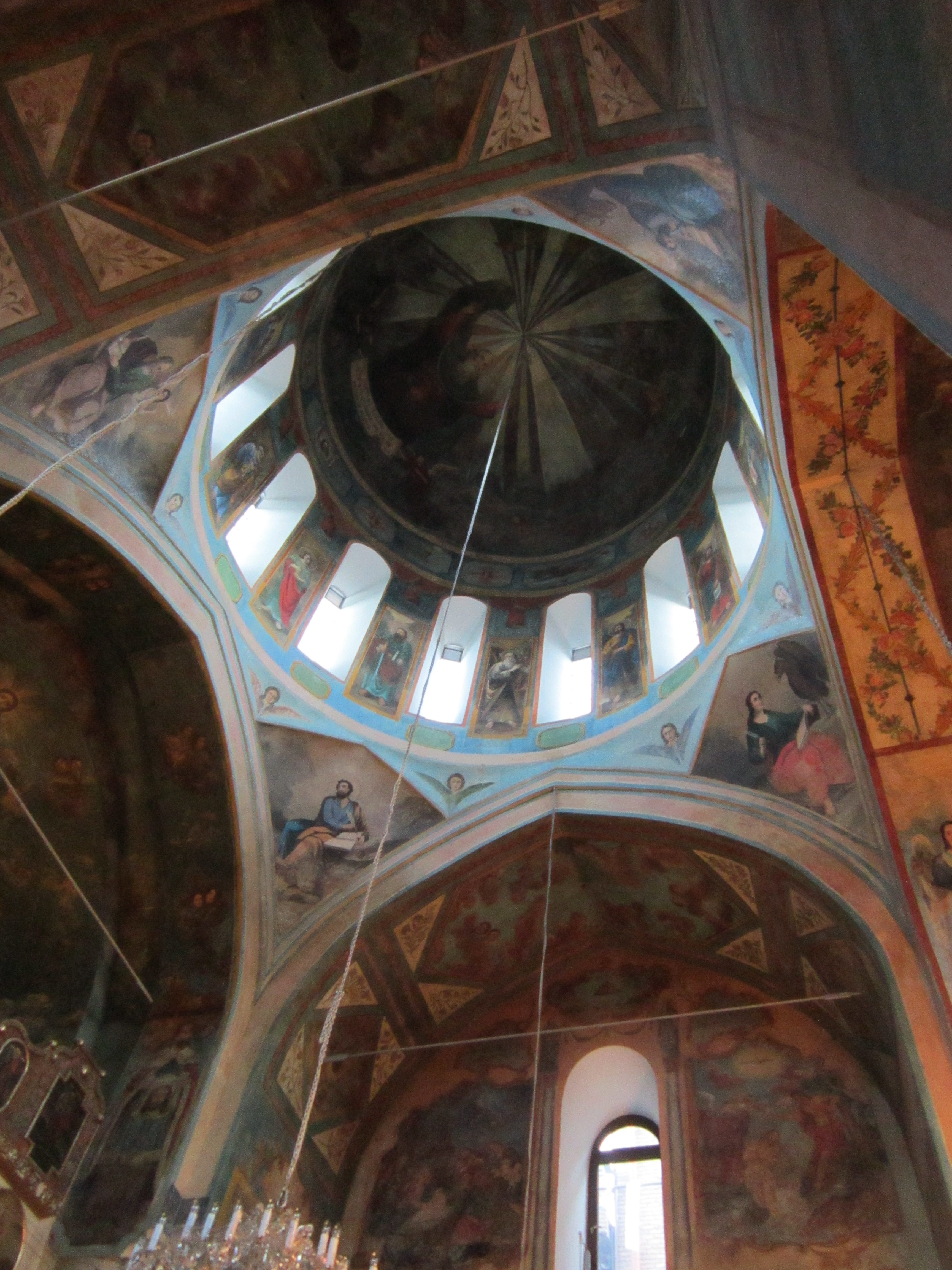
فضای داخلی